# Jean-Baptiste Du Halde
Pour les articles homonymes, voir Duhalde.
Jean-Baptiste Du Halde, né à Paris (le chanoine Jean-Baptiste Daranatz affirme qu'il serait né à Ascain, dans les Pyrénées Atlantiques) le 1er février 1674 et mort le 18 août 1743, est un prêtre jésuite français, et historien. 
Il est surtout connu pour sa Description de l'empire de la Chine, ouvrage en quatre volumes paru en 1735. Basé sur les témoignages de missionnaires jésuites en Chine, le livre se veut une description méthodique de l'Empire chinois. Il eut un retentissement considérable en Europe, en influençant de manière durable l'image que les Européens se sont faite de la Chine.
Voltaire a dit de Du Halde : « Quoiqu'il ne soit point sorti de Paris, et qu'il n'ait point su le chinois, [il] a donné, sur les Mémoires de ses confrères, la plus ample et la meilleure description de l'empire de la Chine qu'on ait dans le monde. »

## Biographie

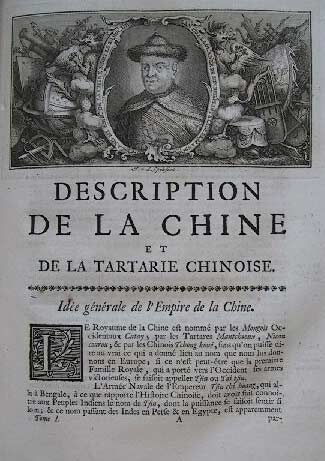
Frontispice du livre Description...

Entré dans la Compagnie de Jésus en 1692, Jean-Baptiste Du Halde est professeur au collège de Paris. Succédant à Charles Le Gobien, il dirige de 1711 à 1743 la publication des Lettres édifiantes et curieuses, écrites des Missions étrangères, par quelques missionnaires de la Compagnie de Jésus, dont la parution en 34 volumes s'étale entre 1703 et 1776 et dont il rédige les préfaces des volumes IX à XXVI. Il est également secrétaire de Michel Le Tellier et confesseur du fils du régent en 1729.
Jean-Baptiste Du Halde est également l'auteur de quelques écrits en latin ainsi que d'un traité intitulé Le Sage chrétien, ou les Principes de la vraie sagesse, pour se conduire chrétiennement dans le monde paru en 1724.

## Description de l'empire de la Chine
Composée à partir des Lettres édifiantes et curieuses, ainsi que de nombreux rapports inédits, et contenant des traductions de textes chinois de provenances très diverses, sa Description géographique, historique, chronologique, politique et physique de l'empire de la Chine et de la Tartarie chinoise parait en 4 volumes à Paris en 1735 et est rééditée aux Pays-Bas en 1736. Elle a un impact considérable sur la société européenne du XVIIIe siècle. Les philosophes des Lumières y puisent de quoi nourrir leurs réflexions et leurs controverses sur les religions, les civilisations et les mœurs, tandis que les manufacturiers européens y découvrent les secrets de fabrication de la porcelaine et les géographes la première carte de la Corée, par Jean-Baptiste Régis, ainsi que 42 cartes des provinces chinoises, par Jean-Baptiste Bourguignon d'Anville.

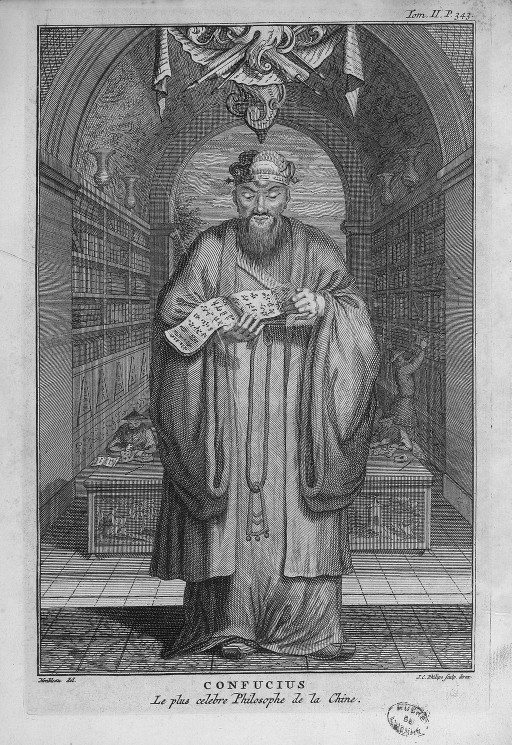
Confucius : une des gravures illustrant la Description... de Jean-Baptiste Duhalde

Outre une description géographique extrêmement détaillée, on trouve dans cet ouvrage aux dimensions encyclopédiques des considérations sur toutes les facettes de la civilisation chinoise : les empereurs et le gouvernement, les institutions militaires et policières, la noblesse, l'agriculture et l'artisanat, le « génie », la « magnificence » et la physionomie des Chinois, la religion, l'éthique et les cérémonies, la science et la médecine, la monnaie et le commerce, la langue et le système d'écriture, la fabrication de la porcelaine et l'élevage des vers à soie. On y trouve aussi un abrégé de la relation des explorations de Béring, qui constitue la première description de l'Alaska. L'ouvrage figure très vite en bonne place dans toutes les bibliothèques savantes et il est traduit dans la plupart des langues européennes. Sa traduction en langue anglaise, parue dès 1738, est notamment à l'origine de l'engouement pour la Chine qui s'empare de l'Angleterre pendant plusieurs générations.
La partie qui traite de la religion et de la philosophie chinoise veille à ne pas réveiller la querelle des rites, tout en développant les considérations et opinions des Jésuites sur la spiritualité chinoise.
Le troisième volume contient une traduction de L'Orphelin de la famille Zhao (Le Petit Orphelin de la maison de Tchao, tragédie chinoise) due au père de Prémare.

## Éditions
- Jean-Baptiste Du Halde, Description géographique, historique, chronologique, politique, et physique de l'empire de la Chine et de la Tartarie chinoise, enrichie des cartes générales et particulieres de ces pays, de la carte générale et des cartes particulieres du Thibet, & de la Corée; & ornée d'un grand nombre de figures & de vignettes gravées en tailledouce, Paris:J-B Mercier, 1735, quatre volumes. Texte intégral en ligne sur chineancienne.fr
- nouvelle édition, La Haye: H. Scheurleer, 1736, 4 volumes, plus un volume de cartes. En ligne sur Internet Archive : volume 1,volume 2, volume 3, volume 4

### Galerie

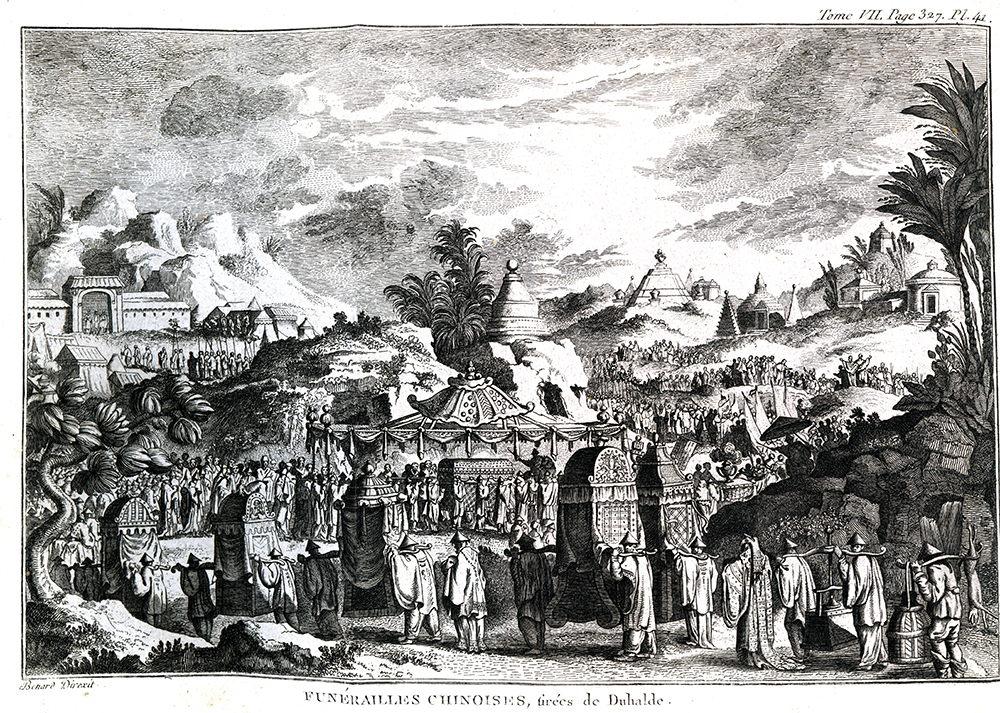
Funérailles chinoises tirées de Duhalde - 1780
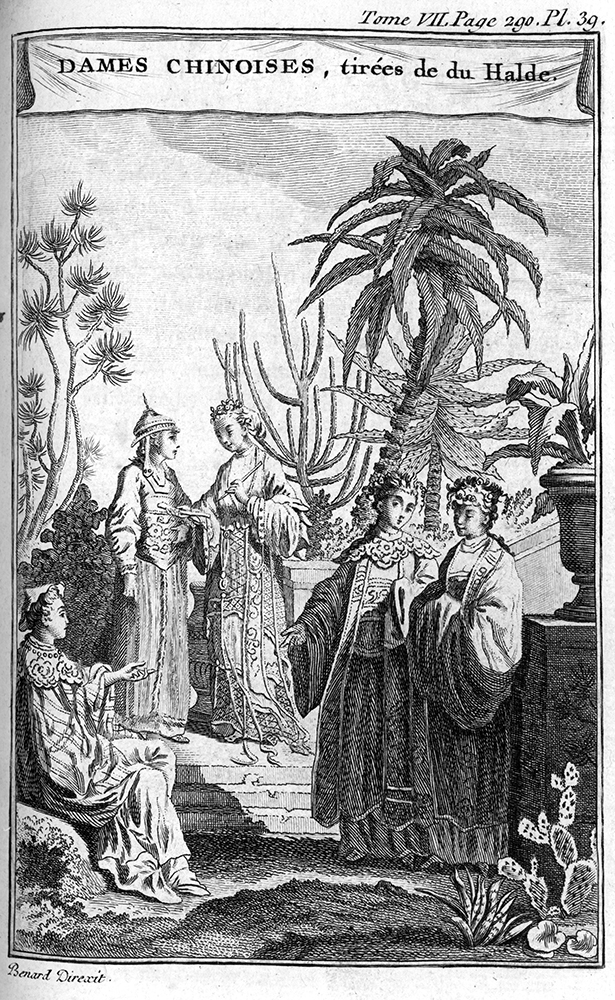
Dames chinoises tirées de DuHalde - 1780